# Wilhelm Maurer (Jurist)
Ludwig Wilhelm Maurer (* 20. Oktober 1825 in Darmstadt; † 5. Februar 1906 ebenda) war ein deutscher Jurist und Mitglied der Zweiten Kammer der Landstände des Großherzogtums Hessen. 

## Leben
Bevor Wilhelm Maurer am 28. April 1871 als Oberstaatsanwalt am Hofgericht Gießen tätig wurde, war er als Gerichtsassessor am Landgericht Michelstadt (1853), als Substitut des Staatsanwalts am Kriminalsenat des  Hofgerichts Gießen (1862) und in gleicher Funktion am Hofgericht Darmstadt (1865) eingesetzt.
Am 30. Juli 1873 wurde er zum Hofgerichtsrat in Darmstadt ernannt. 
Vom 7. Oktober 1875 bis 1884 hatte er  für den Wahlbezirk Starkenburg 12 (Darmstadt-Land) ein Mandat für die Zweite Kammer der Landstände des Großherzogtums Hessen. Er legte sein Amt nieder; sein Nachfolger wurde Alexander Friedrich.
In der Provinz Starkenburg war er als Landgerichtsrat am Landgericht Darmstadt (1879) und Oberlandesgerichtsrat am Oberlandesgericht Darmstadt (ab 17. März 1880 bis zur Pensionierung zum 19. Mai 1897) tätig.

## Auszeichnungen
- 12. September 1883 Ritterkreuz I. Klasse des Verdienstordens Philipps des Großmütigen
- 14. April 1897 Komtur II. Klasse des Verdienstordens Philipps des Großmütigen

### Öffentliche Ämter
- Mitglied und Rat der Hessischen Brandversicherungskammer